# Sinh học

Sinh học hay sinh vật học (gọi tắt là sinh) (Tiếng Anh: biology) là một nhánh khoa học tự nhiên nghiên cứu về thế giới sinh vật và các đặc điểm của sự sống. Nó là một nhánh khoa học có phạm vi rộng nhưng có một số chủ đề thống nhất gắn kết nó với nhau thành một lĩnh vực duy nhất, mạch lạc. Ngành tập trung nghiên cứu các cá thể sống, mối quan hệ giữa chúng với nhau và với môi trường, miêu tả những đặc điểm và tập tính của sinh vật (ví dụ: cấu trúc, chức năng, sự phát triển, môi trường sống), cách thức các cá thể và loài tồn tại (ví dụ: nguồn gốc, sự tiến hóa và phân bổ của chúng). Trao đổi chất quan trọng đối với sinh vật giúp chúng phát triển, di chuyển và sinh sản. Cuối cùng, tất cả các sinh vật đều có thể điều chỉnh môi trường bên trong của chính nó.
Sinh học bao hàm nhiều ngành học khác nhau được xây dựng dựa trên những nguyên lý riêng. Có 4 nguyên lý tạo thành nền tảng cho sinh học hiện đại: lý thuyết tế bào, tiến hóa, di truyền và cân bằng nội môi. Các môn học này có mối quan hệ qua lại với nhau, giúp ta hiểu về sự sống với các mức độ, phạm vi khác nhau.
Sự ra đời của sinh học bắt đầu từ thế kỉ 19, khi các nhà khoa học tìm thấy được các đặc điểm chung cơ bản giữa các loài. Ngày nay, sinh học trở thành một môn học chuẩn và bắt buộc tại các trường học và Đại học trên khắp thế giới. Rất nhiều bài báo được công bố hằng năm ở trên khắp các tạp chí chuyên ngành về y và sinh.
Việc phân loại các ngành con của sinh học rất đa dạng. Ban đầu, chúng được phân loại theo chủng loại các cá thể làm đối tượng nghiên cứu. Ví dụ: thực vật học, nghiên cứu về cây; động vật học, nghiên cứu về động vật; và vi sinh học, nghiên cứu về các vi sinh vật. Tiếp đến, chúng lại được chia nhỏ dựa trên quy mô của các cá thể và phương pháp nghiên cứu chúng: hóa sinh nghiên cứu về hóa cơ bản của sự sống; sinh học phân tử nghiên cứu các tương tác phức tạp giữa các hệ thống của các phân tử sinh học; sinh học tế bào tìm hiểu các cấu trúc cơ bản tạo thành mọi sự sống. Như vậy, sự sống ở mức độ nguyên tử và phân tử được nghiên cứu thông qua sinh học phân tử, hóa sinh và di truyền phân tử. Ở mức độ tế bào, nó được hiểu biết thông qua sinh học tế bào và mức độ đa bào thì thông qua sinh lý học, giải phẫu học và mô học. Sinh học phát triển nghiên cứu sự sống ở các giai đoạn phát triển khác nhau hoặc phát triển cá thể của sinh vật.
Với mức độ lớn hơn, di truyền học quan tâm đến tính di truyền giữa cha mẹ và con cái. Phong tục học nghiên cứu nhóm hành vi của một tập hợp cá thể. Di truyền học quần thể xem xét toàn bộ quần thể và hệ thống học quan tâm đến sự tiến hóa của nhiều loài thuộc các nhánh tiến hóa. Mối quan hệ qua lại giữa các quần thể với nhau và với ổ sinh thái của chúng là đối tượng của sinh thái học và sinh học tiến hóa. Một lĩnh vực tương đối mới là sinh học vũ trụ nghiên cứu về khả năng tồn tại sự sống ngoài Trái Đất.

## Lịch sử sinh học

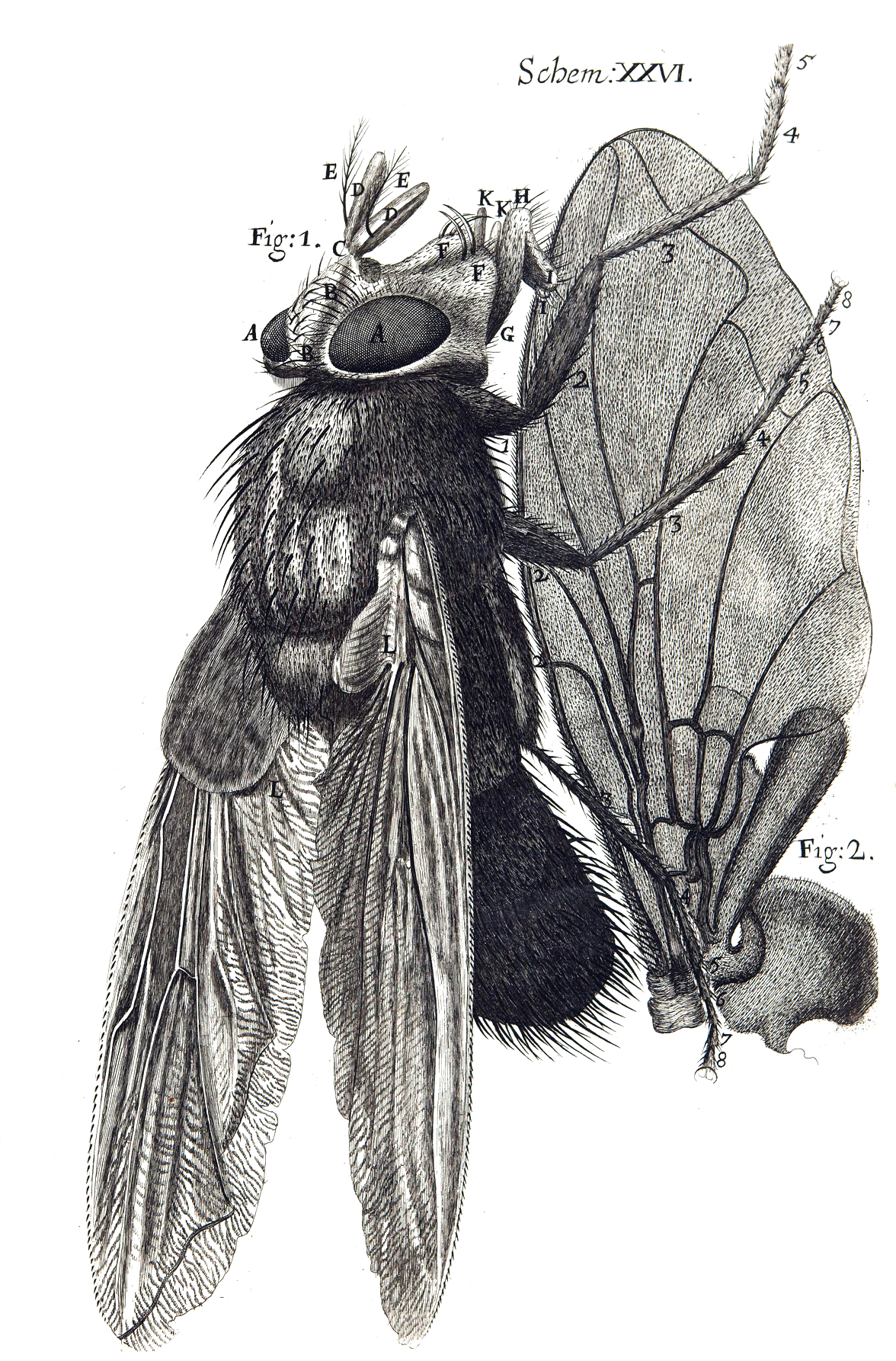
Bức vẽ con nhặng xanh của Hooke, trích từ quyến Vi thể

Từ sinh học trong tiếng Anh được gọi là biology, có nguồn gốc từ tiếng Hy Lạp với βίος, bios, "sự sống" và hậu tố -λογία, -logia, "môn học."  Thuật ngữ Latinh này lần đầu tiên xuất hiện vào năm 1736: nhà khoa học Thụy Điển Carl Linnaeus (Carl von Linné) đã sử dụng từ biologi trong quyển Bibliotheca botanica (Từ điển thực vật) của ông. Nó được sử dụng lại vào năm 1766 trong một tác phẩm có tựa Philosophiae naturalis sive physicae: tomus III, continens geologian, biologian, phytologian generalis (Triết học tự nhiên và vật lý: Tập III) viết bởi Michael Christoph Hanov, học trò của Christian Wolff. Thuật ngữ tiếng Đức, biologie, xuất hiện lần đầu một bản dịch tác phẩm Linnaeus năm 1771. Năm 1797, Theodor Georg August Roose sử dụng thuật ngữ trong lời nói đầu của cuốn sách với tựa Grundzüge der Lehre van der Lebenskraft (Các đặc điểm chính của học thuyết về sự sống). Karl Friedrich Burdach đã sử dụng thuật ngữ này vào năm 1800 trong một nghiên cứu về con người dưới các góc độ hình thái học, sinh lý học và tâm lý học (Propädeut zum Studien der Gesammten Heilkunst). Thuật ngữ ở dạng ngày nay xuất hiện trong cuốn luận án sáu tập: Biologie, oder Philosophie der lebenden Nature (Sinh học, hoặc triết học về bản chất sống)(1802-22) của Gottfried Reinhold Treviranus, người đã tuyên bố:

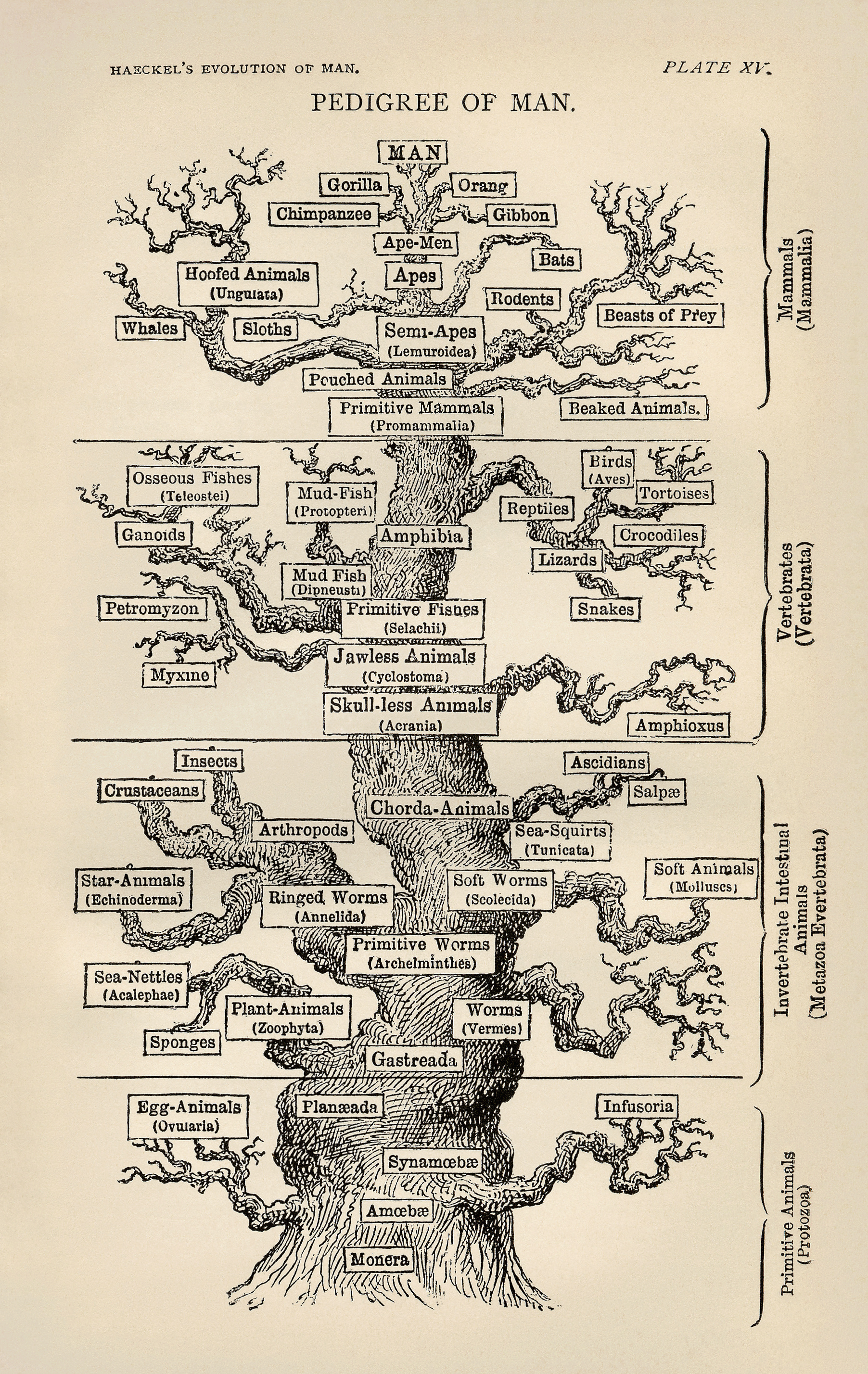
Cây phát sinh sự sống của Ernst Haeckel

Các đối tượng nghiên cứu của chúng tôi sẽ là các hình thức và biểu hiện khác nhau của sự sống, các điều kiện và quy luật theo đó các hiện tượng này xảy ra, và các nguyên nhân mà chúng đã được thực hiện. Khoa học liên quan đến những vấn đề này chúng tôi sẽ chỉ ra với cái tên "sinh học" [biologie] hoặc học thuyết về sự sống [Lebenslehre].
Mặc dù sinh học hiện đại là một phát triển trong thời gian tương đối gần đây, các ngành khoa học liên quan và bao gồm nó đã được nghiên cứu từ thời Cổ đại. Triết học tự nhiên đã được nghiên cứu sớm nhất tận các nền văn minh cổ đại như Lưỡng Hà, Ai Cập, tiểu lục địa Ấn Độ và Trung Hoa. Tuy nhiên, nguồn gốc của sinh học hiện đại và cách tiếp cận đối với việc nghiên cứu về tự nhiên dường như lại bắt nguồn từ Hy Lạp cổ đại. Trong khi nghiên cứu chính thức về thuốc bắt đầu từ thời Hippocrates (khoảng 460-370 TCN), chính Aristotle (384-322 TCN) lại đóng góp nhiều nhất cho sự phát triển của sinh học. Đặc biệt quan trọng là cuốn Lịch sử Động vật của ông cùng các công trình khác, tác phẩm cho thấy những khuynh hướng thiên về lịch sử tự nhiên; sau đó là những công trình thực nghiệm hơn tập trung vào các nguyên nhân sinh học và đa dạng của sự sống. Người kế vị của Aristotle là Theophrastus xứ Lyceum, ông đã viết một loạt sách về thực vật học. Tập sách vẫn tồn tại như đóng góp quan trọng nhất của thời Cổ đại cho ngành khoa học thực vật, thậm chí đến tận thời Trung Cổ.
Các học giả của thế giới Hồi giáo thời Trung cổ đã viết về sinh học có thể kể đến al-Jahiz (781-869), Al-Dīnawarī (828-896), viết về thực vật học, và Rhazes (865-925), viết về giải phẫu học và sinh lý học. Dược học được nghiên cứu đặc biệt kỹ lưỡng bởi các học giả Hồi giáo, với nguồn khai thác từ các truyền thống triết học Hy Lạp. Lịch sử tự nhiên lại đặt nặng tư tưởng của Aristotle, đặc biệt là tư tưởng: trật tự sự sống là cố định, bất biến.
Sinh học bắt đầu nhảy vọt với sự cải tiến vượt bậc kính hiển vi bởi Anton van Leeuwenhoek. Nhờ đó, các học giả đã khám phá và quan sát tinh trùng, vi khuẩn, trùng cỏ. Họ đã tìm ra thế giới hiển vi thật phong phú. Các cuộc điều tra của Jan Swammerdam đã dẫn tới mối quan tâm mới trong côn trùng học và giúp phát triển các kỹ thuật cơ bản về giải phẫu và nhuộm vi mẫu.

DNA, biểu tượng của sinh học hiện đại

Những tiến bộ trong kính hiển vi cũng có một tác động sâu sắc đến tư duy sinh học. Vào đầu thế kỷ 19, một số nhà sinh học đã chỉ ra tầm quan trọng của tế bào. Sau đó, vào năm 1838, Schleiden và Schwann bắt đầu truyền bá những ý tưởng mà rất phổ quát hiện nay rằng (1) đơn vị cơ bản của sinh vật là tế bào và (2) các tế bào riêng biệt có tất cả các đặc tính của sự sống, mặc dù họ phản đối ý tưởng rằng (3) tất cả tế bào đến từ sự phân chia các tế bào khác. Nhờ vào công trình của Robert Remak và Rudolf Virchow vào những năm 1860 hầu hết các nhà sinh vật học đã chấp nhận cả ba nguyên lý, nay được gọi là học thuyết tế bào.
Trong khi đó, phân loại học (taxonomy và classification) đã trở thành tâm điểm của các nhà sử gia tự nhiên. Carl Linnaeus xuất bản một hệ thống phân loại cơ bản cho thế giới tự nhiên vào năm 1735 (biến thể của những hệ thống đã được sử dụng từ lâu), và trong những năm 1750 ông đã đặt tên khoa học cho tất cả các loài vào thời của ông . Georges Louis Leclerc, Bá tước xứ Buffon, đã đưa các loài vào các phân loại và coi các dạng sống là mềm dẻo, thậm chí còn đưa ra khả năng có tổ tiên chung. Mặc dù ông đã phản đối tiến hóa, Buffon là một nhân vật chủ chốt trong lịch sử các ý niệm về tiến hóa; tác phẩm của ông cũng ảnh hưởng đến các lý thuyết tiến hóa của Lamarck và Darwin .
Ý niệm tiến hoá đầy đủ và nghiêm túc có nguồn gốc từ các tác phẩm của Jean-Baptiste Lamarck, ông là người đầu tiên đưa ra một học thuyết tiến hoá rõ ràng. Ông cho rằng sự tiến hoá là kết quả của áp lực môi trường đối với đặc tính của động vật, có nghĩa là nếu sử dụng một cơ quan thường xuyên và chặt chẽ hơn, nó sẽ trở nên phức tạp và hiệu quả hơn, do đó động vật sẽ thích nghi với môi trường của nó. Lamarck tin rằng những đặc điểm có được sau đó có thể được chuyển sang cho hậu duệ của chúng, bọn hậu duệ sẽ tiếp tục phát triển và hoàn thiện bản thân. Tuy nhiên, nhà tự nhiên học lỗi lạc người Anh Charles Darwin, kết hợp cách tiếp cận địa lý học của Humboldt, lý thuyết địa chất thống nhất của Lyell, các bài luận của Malthus về tăng trưởng dân số, với chuyên môn về hình thái học và các quan sát tự nhiên rộng lớn, đã tạo ra một lý thuyết tiến hóa hợp lý hơn dựa trên chọn lọc tự nhiên; lý luận và bằng chứng tương tự đã dẫn Alfred Russel Wallace đi đến những kết luận tương tự  Mặc dù nó là chủ đề gây tranh cãi xung quanh lý thuyết tiến hóa này (vẫn tiếp tục cho đến ngày nay), lý thuyết của Darwin đã nhanh chóng lan rộng khắp cộng đồng khoa học và sớm trở thành một tiên đề trung tâm của khoa học sinh học đang phát triển nhanh chóng.
Khám phá về sự biểu hiện vật lý của di truyền đã đến cùng với các nguyên tắc tiến hoá và di truyền quần thể. Trong những năm 1940 và đầu những năm 1950, các thí nghiệm đã chỉ ra DNA là thành phần của nhiễm sắc thể với chức năng mang các tính trạng đã được biết đến với tên gọi là gen. Tập trung vào các loại dạng sống mới như vi khuẩn và virus, cùng với việc khám phá ra cấu trúc chuỗi xoắn kép của DNA năm 1953, sinh học đã tiến sang thời kỳ di truyền phân tử. Từ những năm 1950 đến nay, sinh học đã được mở rộng rất nhiều trong lĩnh vực phân tử. Mã di truyền đã được khám phá bởi Har Gobind Khorana, Robert W. Holley và Marshall Warren Nirenberg sau khi DNA được biết là chứa các codon-bộ ba mã hóa. Cuối cùng, Dự án Hệ gen Con người đã được đưa ra vào năm 1990 với mục đích lập bản đồ bộ gen chung của toàn thể con người. Dự án này đã được hoàn thành vào năm 2003, với những phân tích tiếp tục được xuất bản. Dự án Hệ gen Con người là bước đầu tiên trong nỗ lực toàn cầu hoá để tích hợp kiến thức về sinh học với một định nghĩa chức năng, phân tử cho cơ thể con người và của các sinh vật khác.

## Tế bào học

### Học thuyết tế bào

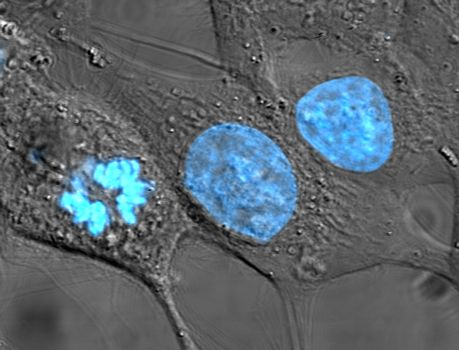
Ảnh chụp tế bào ung thư đang phân chia, với nhân (đặc biệt là DNA được nhuộm xanh). Tế bào giữa và bên phải đang ở kỳ trung gian nên DNA duỗi. Còn tế bào ở bên trái đang trải qua nguyên phân nên DNA đã cô đặc.

Học thuyết tế bào phát biểu rằng: tế bào là đơn vị cơ bản của sự sống, rằng tất cả các sinh vật sống cấu tạo từ một tế bào (đơn bào) hoặc nhiều tế bào (đa bào), và tất cả các tế bào đều sinh ra từ các tế bào trước đó thông qua sự phân bào. Trong các sinh vật đa bào, mỗi tế bào trong cơ thể của cơ thể xuất phát từ một tế bào hợp tử duy nhất. Tế bào cũng được coi là đơn vị cơ bản liên quan đến nhiều quá trình bệnh lý. Ngoài ra, dòng năng lượng diễn ra ở các tế bào trong các quá trình khác nhau là một phần của chức năng quan trọng: trao đổi chất. Cuối cùng, các tế bào chứa thông tin di truyền (DNA), được truyền từ tế bào sang tế bào trong quá trình phân bào. Nghiên cứu về nguồn gốc của sự sống, thuyết tự phát sinh (abiogenesis), là những nỗ lực lớn để khám phá nguồn gốc của các tế bào khởi nguyên.

### Cấu trúc của tế bào

Mô hình một tế bào động vật điển hình. Các bào quan gồm: (1)hạch nhân (2) nhân (3) ribosome (4) túi tiết,(5) mạng lưới nội chất (ER) hạt, (6) bộ máy Golgi, (7) khung xương tế bào, (8) ER trơn, (9) ty thể, (10) không bào, (11) tế bào chất, (12) lysosome, (13) trung thể.

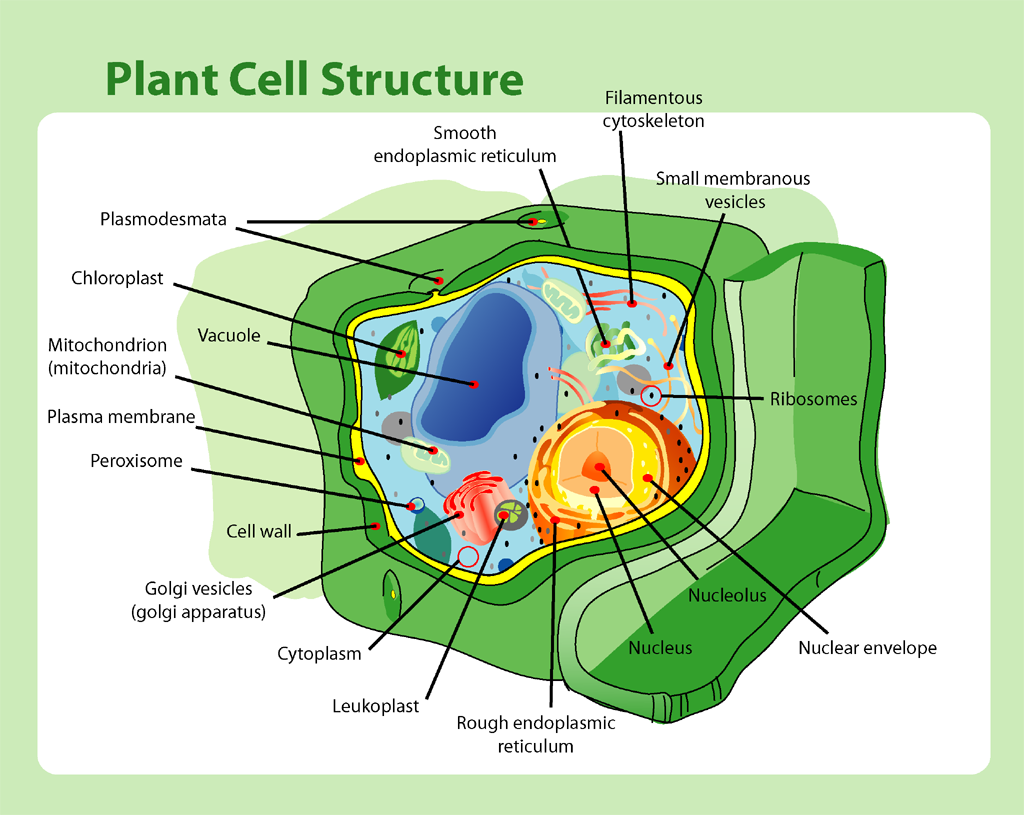
Mô hình một tế bào thực vật điển hình (xem thêm bảng 2 về phép so sánh giữa tế bào thực vật và tế bào động vật)

Mỗi tế bào được bao bọc trong một màng tế bào ngăn cách tế bào chất của nó với không gian ngoại bào. Màng tế bào bao gồm một lớp lipid kép, bao gồm các cholesterol nằm giữa các phospholipid để duy trì tính lỏng của màng của chúng ở các nhiệt độ khác nhau. Màng tế bào là một màng bán thấm, cho phép các phân tử nhỏ như oxygen, carbon dioxide và nước đi qua trong khi hạn chế chuyển động của các phân tử lớn hơn và các hạt tích điện như ion.

## Tiến hóa
Một khái niệm đóng vai trò trung tâm trong sinh học là sự sống thay đổi và phát triển thông qua quá trình tiến hóa, và cho rằng tất cả các dạng sống đều có nguồn gốc chung. Lý thuyết tiến hóa phát biểu rằng tất cả các sinh vật trên Trái Đất, dù còn tồn tại hay đã tuyệt chủng, đều có nguồn gốc từ một tổ tiên chung hoặc vốn gen chung. Tổ tiên chung nhất (last universal common ancestor viết tắt là LUCA) này của tất cả các sinh vật được cho là xuất hiện vào khoảng 3,5 tỷ năm trước. Các nhà sinh học coi tính phổ biến của mã di truyền là bằng chứng thuyết phục để ủng hộ lý thuyết tổ tiên chung nhất cho tất cả các vi khuẩn, cổ khuẩn, và các sinh vật nhân thực (Xem: Nguồn gốc của sự sống).

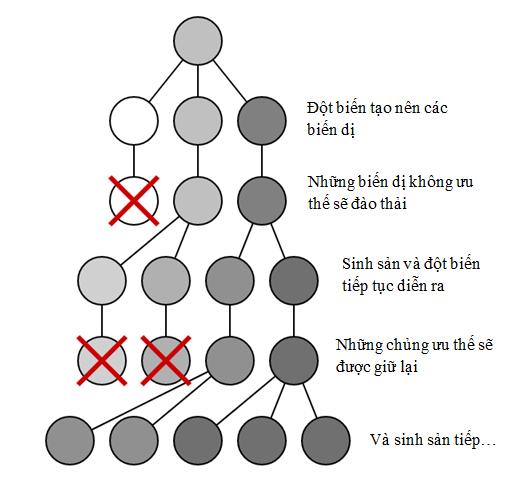
Mô hình đơn giản cho chọn lọc tự nhiên, ở đây, chọn lọc tự nhiên đã ủng hộ tính trạng màu tối

Thuật ngữ "tiến hóa" đã bước vào từ điển thuật ngữ khoa học nhờ Jean-Baptiste de Lamarck năm 1809, và năm mươi năm sau, Charles Darwin đã đưa ra một mô hình khoa học về chọn lọc tự nhiên là động lực cho tiến hóa. (Alfred Russel Wallace cũng được coi là người đồng khám phá ra khái niệm này khi ông giúp nghiên cứu và thử nghiệm với ý tưởng tiến hóa, xem: Nguồn gốc các loài) Sự tiến hóa bây giờ được sử dụng để giải thích những đa dạng lớn của sự sống được tìm thấy trên Trái Đất.
Darwin đã giả thuyết rằng các loài sinh sôi hoặc diệt vong chịu tác dụng của chọn lọc tự nhiên hoặc giao phối chọn lọc. Phiêu bạt di truyền được coi là một cơ chế bổ sung cho sự phát triển của lý thuyết tiến hóa hay thuyết tiến hóa tổng hợp hiện đại.
Lịch sử tiến hóa của loài - mô tả các đặc tính của các loài khác nhau mà từ hậu duệ loài đó - cùng với mối quan hệ gia phả của nó với mọi loài khác được gọi là phát sinh chủng loại (phylogeny) loài đó. Các phương pháp tiếp cận khác nhau trong sinh học cho ta các thông tin về phát sinh chủng loại. Có thể bao kể đến như so sánh trình tự DNA (đặc biệt là so sánh bộ gen), thuộc lĩnh vực sinh học phân tử, và so sánh hóa thạch hoặc các di chỉ khác của sinh vật cổ đại, thuộc về cổ sinh vật học. Các nhà sinh học tổ chức và phân tích mối quan hệ tiến hóa thông qua nhiều phương pháp khác nhau, bao gồm phát sinh chủng loài học (phylogenetics), phân loại theo ngoại hình (phenetics) và phân loại theo nhánh (cladistics). (Để tóm tắt các sự kiện lớn trong sự tiến hóa của sự sống theo như các nhà sinh vật học hiện đại, xem Tiến trình tiến hóa)
Sự tiến hoá có liên quan đến việc hiểu về lịch sử tự nhiên của các dạng sống và sự hiểu về tổ chức của các dạng sống hiện tại. Tuy nhiên, sự tổ chức này chỉ có thể hiểu được bằng cách hiểu chúng đã trải qua quá trình tiến hóa như thế nào. Do đó, tiến hóa là trung tâm của mọi lĩnh vực sinh học.
Mặc dù thuyết tiến hóa được phổ biến rộng rãi, nhưng vẫn chưa có chắc chắn một bằng chứng thuyết phục nào cho lý thuyết này (thậm chí có những bằng chứng làm giả), và có nhiều ý kiến trái chiều, phản đối thuyết tiến hóa.

## Di truyền học

### Di truyền

Bảng Punnett minh họa thí nghiệm lai của Mendel về cây dị hợp F1 hoa tím (Bb) tự thụ phấn.

Di truyền học là khoa học nghiên cứu về sự di truyền, về gene, tính di truyền và biến dị (variation) của sinh vật. Gene mã hóa thông tin cần thiết của tế bào cho quá trình tổng hợp các protein. Protein là nhóm phân tử đóng vai trò quan trọng (nhưng không phải là hoàn toàn) quy định kiểu hình của sinh vật. Di truyền học cũng cấp các phương pháp nghiên cứu các chức năng của một gene nhất định, hoặc phân tích tương tác di truyền. Mọi sinh vật đều lưu giữ thông tin di truyền ở trong nhiễm sắc thể dưới dạng trình tự các nucleotide của phân tử DNA hoặc lưu giữ ở RNA. Cụ thể, năm 1865 Gregor Mendel đã tiến hành thí nghiệm lai giống thực vật và được phát hiện lại vào năm 1900, khai sinh ra Di truyền học.
Gen là nhân tố cơ bản của di truyền ở tất cả các sinh vật. Gen là một nhân tố di truyền và tương ứng với một đoạn DNA có ảnh hưởng đến hình thái hoặc chức năng của một cơ thể theo những cách cụ thể. Tất cả các sinh vật, dù là vi khuẩn hay động vật, chia sẻ cùng một bộ máy cơ bản sao chép và 'dịch' DNA thành các protein. Các tế bào sẽ phiên mã một gen DNA thành một phiên bản RNA của gen, và một ribosome sau đó dịch mã RNA thành một chuỗi các amino acid trước khi uốn gấp thành một protein. Mã để dịch từ RNA đến amino acid là khá giống nhau đối với hầu hết các sinh vật. Chẳng hạn, một dãy trình tự DNA mã hóa cho protein insulin ở người cũng mã hóa cho insulin nếu chèn vào các sinh vật khác, ví dụ như thực vật.
DNA được tìm thấy là ở dạng các sợi thẳng nhiễm sắc thể trong sinh vật nhân thực và các vòng nhiễm sắc thể trong sinh vật nhân sơ. Một nhiễm sắc thể là một cấu trúc được tổ chức bao gồm DNA và protein histone. Bộ nhiễm sắc thể định vị trong tế bào và bất kỳ thông tin di truyền nào tìm thấy trong ty thể, lục lạp, hoặc tại các địa điểm khác được gọi chung là bộ gen của tế bào. Trong sinh vật nhân thực, DNA mang gen nằm trong nhân tế bào, và có một lượng nhỏ nằm trong ti thể và lục lạp. Trong sinh vật nhân sơ, DNA được giữ trong hình dạng không cố định ở tế bào chất gọi là chất nhân. Thông tin di truyền của một bộ gen lưu giữ bên trong các gen và tập hợp hoàn chỉnh của bộ thông tin này ở một sinh vật được gọi là kiểu gen của nó.

## Sinh thái học
Sinh thái học là nghiên cứu về sự phân bố và sự phong phú của sự sống, sự tương tác giữa các sinh vật và môi trường của chúng.

### Loài
Loài là một nhóm các cá thể sinh vật có những đặc điểm sinh học tương đối giống nhau và có khả năng giao phối với nhau và sinh sản ra thế hệ tương lai. Còn theo định nghĩa của Ernst Mayr, loài là nhóm các quần thể tự nhiên có khả năng giao phối với nhau và tương đối cách ly sinh sản với các nhóm khác. Ernst Mayr nhấn mạnh về cách li sinh sản nhưng cũng giống như các quan điểm khác về loài, vấn đề này rất khó hoặc thậm chí không thể kiểm tra.

### Hệ sinh thái
Quần xã các sinh vật sống (thành phần hữu sinh) kết hợp với các thành phần vô sinh (ví dụ: nước, ánh sáng, bức xạ, nhiệt độ, độ ẩm, khí quyển, độ pH và đất) của môi trường của chúng được gọi là hệ sinh thái.

### Các mối quan hệ hữu sinh

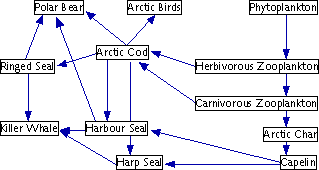
Một lưới thức ăn là hệ thống các chuỗi thức ăn đan xen với nhau thông qua một số mắt xích chung, miêu tả mối quan hệ phức tạp giữa các sinh vật trong một hệ sinh thái.

Sinh thái học nghiên cứu sự phân bố và sinh sống của các sinh vật sống và mối quan hệ qua lại giữa các sinh vật với nhau và với môi trường sống. Môi trường sống của một sinh vật bao gồm các yếu tố vô sinh như khí hậu và địa chất cũng như các yếu tố hữu sinh là các sinh vật sống trong cùng một ổ sinh thái. Các hệ sinh thái thường được nghiên cứu ở nhiều cấp độ khác nhau từ cá thể (individual) và các quần thể cho đến các hệ sinh thái và sinh quyển. Sinh thái học là môn khoa học đa ngành, nghĩa là dựa trên nhiều ngành khoa học khác nhau.

## Năng lượng
Sự sống còn của một sinh vật sống phụ thuộc vào tiếp nhận liên tục dòng năng lượng. Các phản ứng hóa học chịu trách nhiệm về cấu trúc và chức năng của sinh vật được điều chỉnh để lấy năng lượng từ các chất trong thức ăn của chúng và biến đổi các chất này giúp hình thành các tế bào mới cũng như duy trì các tế bào này. Trong quá trình này, các phân tử của các chất hóa học trong thức ăn đóng hai vai trò; thứ nhất, chúng chứa năng lượng có thể biến đổi và tái sử dụng trong các phản ứng sinh học, hóa học của sinh vật đó; thứ hai, thức ăn có thể được biến đổi thành các phân tử với cấu trúc mới (các phân tử sinh học mới) và sẽ sử dụng cho sinh vật đó.

ATP, đồng tiền năng lượng của tế bào

Các sinh vật chịu trách nhiệm về việc đưa năng lượng vào một hệ sinh thái được gọi là các sinh vật sản xuất hoặc các sinh vật tự dưỡng. Gần như tất cả các sinh vật như vậy lấy năng lượng ban đầu của chúng từ mặt trời. Thực vật và một số sinh vật quang dưỡng khác sử dụng năng lượng mặt trời thông qua một quá trình gọi là quang hợp để chuyển đổi nguyên liệu thô thành các phân tử hữu cơ, như ATP, phân tử có liên kết có thể bị phá vỡ để giải phóng năng lượng. Tuy nhiên, một số hệ sinh thái phụ thuộc hoàn toàn vào năng lượng do sinh vật hóa dưỡng lấy từ methan, sulfide, hoặc các nguồn năng lượng khác ngoài ánh sáng.
Một số năng lượng do đó, được giữ lại tạo sinh khối và năng lượng giúp cho sự sinh trưởng và phát triển của các dạng sống khác. Đa số phần còn lại (tức không được chuyển thành sinh khối và năng lượng) bị mất đi dưới dạng các phân tử thừa thải và nhiệt năng. Các quá trình quan trọng nhất để chuyển đổi năng lượng dự trữ trong các chất hoá học thành năng lượng hữu ích để duy trì sự sống là sự trao đổi chất và hô hấp tế bào.

## Sinh học phân tử

Mô hình một tế bào động vật điển hình với rất nhiều các bào quan (organelle) và cấu trúc khác nhau

Sinh học phân tử là một môn khoa học nghiên cứu giới sinh vật ở mức độ phân tử. Phạm vi nghiên cứu của môn này có sự giao thoa với các ngành khác trong sinh học đặc biệt là di truyền học và hoá sinh. Sinh học phân tử chủ yếu tập trung nghiên cứu mối tương tác giữa các hệ thống cấu trúc khác nhau trong tế bào, bao gồm mối quan hệ qua lại giữa quá trình tổng hợp của DNA, RNA và protein và tìm hiểu cách thức điều hòa các mối tương tác này.
Tiến tới phạm vi lớn hơn, tế bào học nghiên cứu các cấu trúc và đặc tính sinh lý của tế bào, bao gồm các hành xử bên trong, tương tác với các tế bào khác, và với môi trường mà chúng ở. Nghiên cứu được thực hiện ở cấp độ hiển vi lẫn cấp độ phân tử, đối với các sinh vật đơn bào như vi khuẩn, cũng như đối với các tế bào chuyên biệt của sinh vật đa bào như ở con người.
Thành phần cấu tạo nên tế bào và cách thức tế bào vận hành là một trong những hướng nghiên cứu chính của khoa học sự sống. Sự giống nhau và khác nhau giữa các loại tế bào cũng được nghiên cứu trong sinh học phân tử và tế bào học. Những sự giống và khác nhau cơ bản tạo nên một bộ khung kiến thức chung mà người ta có thể áp dụng cho các loài tế bào khác cũng như quy nạp cho tất cả các loại tế bào.

## Sinh học phát triển

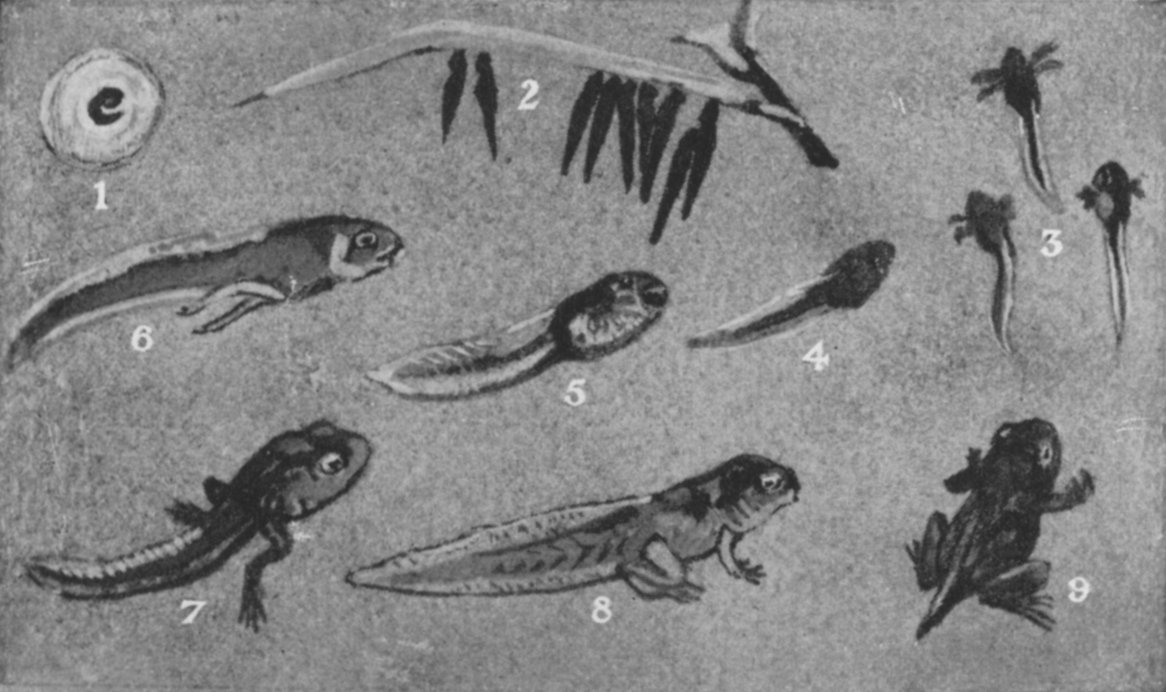

Sinh học phát triển nghiên cứu quá trình sinh vật sinh trưởng (growth) và phát triển (development). Có nguồn gốc từ bộ môn phôi học, sinh học phát triển ngày nay nghiên cứu sự điều khiển về mặt di truyền các quá trình sinh trưởng tế bào (cell growth), biệt hóa tế bào (cellular differentiation) và tạo hình (morphogenesis). Quá trình này tiếp diễn ở mức lớn hơn tạo thành các mô, cơ quan, hệ cơ quan. Sinh vật mô hình dùng trong sinh học phát triển bao gồm giun tròn Caenorhabditis elegans, ruồi giấm Drosophila melanogaster, cá ngựa Danio rerio, chuột Mus musculus và cây Arabidopsis thaliana. (Sinh vật mô hình là một loài được nghiên cứu kỹ lưỡng nhằm tìm hiểu những hiện tượng sinh học đặc biệt, với hy vọng rằng các khám phá ở trên sinh vật này mang lại hiểu biết cho nghiên cứu những sinh vật khác.)

## Giải phẫu học

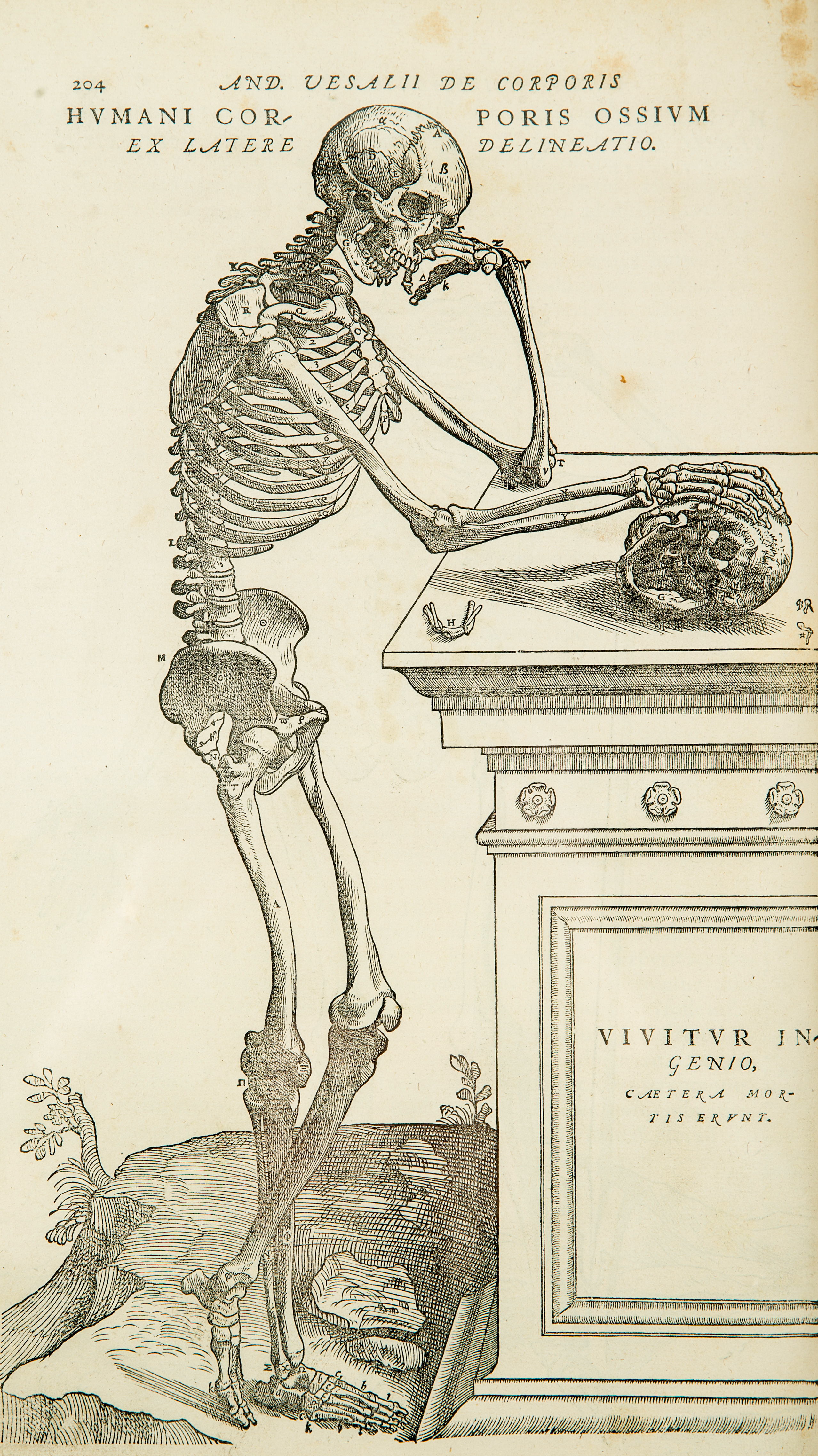
Một bức vẽ giải phẫu chi tiết trong cuốn De humani corporis fabrica của Andreas Vesalius, vào thế kỷ XVI. Cuốn sách đã đánh dấu sự ra đời của bộ môn giải phẫu học.

Giải phẫu học là một bộ môn quan trọng của hình thái học và quan tâm đến cấu trúc và tổ chức của các hệ cơ quan trong cơ thể động vật. Đó là hệ thần kinh, hệ miễn dịch, hệ nội tiết, hệ hô hấp và hệ tuần hoàn...

## Sinh lý học
Sinh lý học nghiên cứu các quá trình cơ học, vật lý và hoá sinh xảy ra trong cơ thể các sinh vật sống bằng cách xem xét hoạt động của tất cả các cấu trúc, bộ phận trong sinh vật hoạt động như thế nào. Sinh lý học được phân chia thành 2 bộ môn nhỏ là sinh lý học thực vật và sinh lý học động vật nhưng các nguyên lý về sinh lý học mang tính tổng quát đối với tất cả các loài sinh vật. Ví dụ, nhưng kiến thức về sinh lý tế bào nấm cũng có thể áp dụng đối với các tế bào người. Lĩnh vực sinh lý học động vật sử dụng các công cụ và phương pháp cho cả sinh lý học người cũng như các động vật khác. Sinh lý học thực vật cũng sử dụng một số kỹ thuật nghiên cứu của các bộ môn trên. Sinh lý học nghiên cứu tương tác làm thế nào mà, ví dụ, hệ thần kinh, hệ miễn dịch, hệ nội tiết, hệ hô hấp và hệ tuần hoàn. hoạt động và tương tác với nhau. Kiến thức từ việc nghiên cứu các hệ này được sử dụng trong các bộ môn định hướng chữa trị như thần kinh học và miễn dịch học.

### Cân bằng nội môi

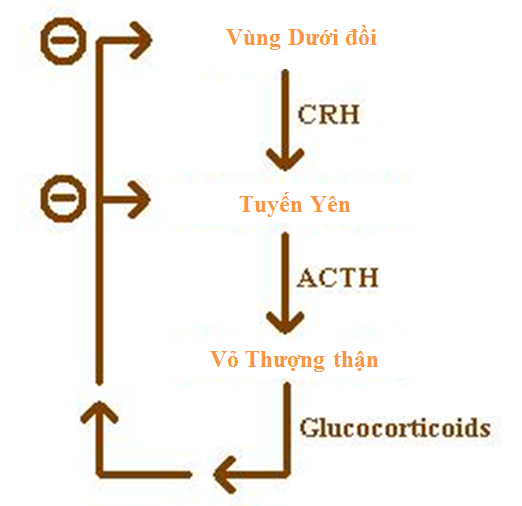
Điều hòa ngược âm tính của hormone cortisone ở vỏ tuyến thượng thận.

Cân bằng nội môi là khả năng của một hệ thống mở điều chỉnh môi trường bên trong của nó nhằm duy trì các điều kiện ổn định. Chúng làm được điều này bằng cách thông qua các điều chỉnh cân bằng động được điều khiển bởi các cơ chế điều hòa tương quan. Tất cả các sinh vật sống, dù là đơn bào hoặc đa bào, đều có sự cân bằng nội môi.
Để duy trì trạng thái cân bằng động-cân bằng nội môi và thực hiện một cách hiệu quả các chức năng nhất định, một hệ thống phải phát hiện và đáp ứng các thay đổi, kích thích. Sau khi phát hiện các thay đổi hoặc kích thích, một hệ thống sinh học thường phản ứng thông qua vòng phản hồi âm tính nhằm ổn định các điều kiện bằng cách làm giảm hoặc tăng hoạt động của cơ quan hoặc hệ cơ quan. Một ví dụ là việc phóng glucagon giúp phân giải glycogen thành đường khi lượng đường huyết quá thấp.

### Sinh lý học so sánh
Liên quan tới sinh lý học tiến hóa và sinh lý học môi trường, sinh lý học so sánh xem xét tính đa dạng về các đặc điểm chức năng giữa các sinh vật.

Chọn lọc tự nhiên và chọn lọc tình dục thường được cho là hành động trực tiếp nhất đối với hành vi (ví dụ, động vật chọn làm gì khi đối mặt với kẻ săn mồi), được thể hiện trong giới hạn được đặt ra bởi khả năng thực hiện của toàn bộ sinh vật (ví dụ: nó có thể chạy nhanh như thế nào) được xác định bởi các đặc điểm phụ (ví dụ, thành phần loại sợi cơ). Một điểm yếu của mô hình hoạt động và khái niệm này là không có sự công nhận rõ ràng về vị trí của các đặc điểm lịch sử cuộc sống.

Sinh lý học tiến hóa là nghiên cứu về tiến hóa sinh lý, nghĩa là cách thức mà các đặc điểm chức năng của các cá thể trong quần thể sinh vật đã đáp ứng với sự lựa chọn qua nhiều thế hệ trong lịch sử của quần thể.

## Sinh học tiến hóa

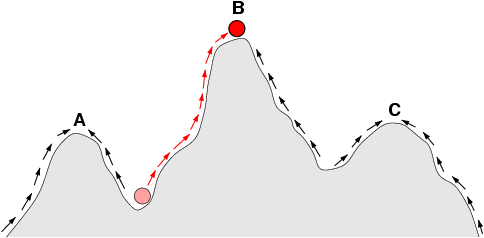
Trong di truyền học quần thể, sự phát triển số lượng của một quần thể sinh vật lúc tăng lúc giảm như trên đường đồi núi. Những mũi tên chỉ hướng phát triển ưu tiên của quần thể, các điểm A, B và C là các điểm cực thịnh. Quả cầu đỏ miêu tả quần thể đang phát triển từ một điểm thấp lên đến đỉnh cực đại của một peak.

Sinh học tiến hóa nghiên cứu nguồn gốc và tổ tiên của các loài, cũng như các thay đổi của chúng theo thời gian.
Sinh học tiến hóa là một lĩnh vực sinh học đa ngành vì rằng nó bao gồm các nhà khoa học từ nhiều chuyên môn khác nhau theo định hướng phân loại học. Ví dụ, thông thường mỗi nhà phân loại học thường chuyên về một nhóm sinh vật nhất định như là động vật có vú, chim (ornithology), hoặc bò sát (herpetology). Mặc dù nghiên cứu trên các đối tượng khác nhau nhưng các nhà phân loại học vẫn cùng giải quyết những vấn đề chung trong tiến hóa.
Sinh học tiến hóa cũng bao hàm cả lĩnh vực cổ sinh vật học. Các nhà cổ sinh vật học thường sử dụng các mẫu vật để lý giải về mô hình và hiện trạng của sự tiến hóa, cũng như các thuyết tiến hóa hoặc thuyết về di truyền quần thể.
Vào thập niên 1990, sinh học phát triển cũng trở thành một phần của sinh học tiến hóa để phát triển thành một ngành có tên là sinh học phát triển trong tiến hóa (evolutionary developmental biology).
Ngoài ra, một số ngành liên quan đến sinh học tiến hóa là phát sinh chủng loài học (phylogenetics), hệ thống học và phân loại học.

## Tập tính học

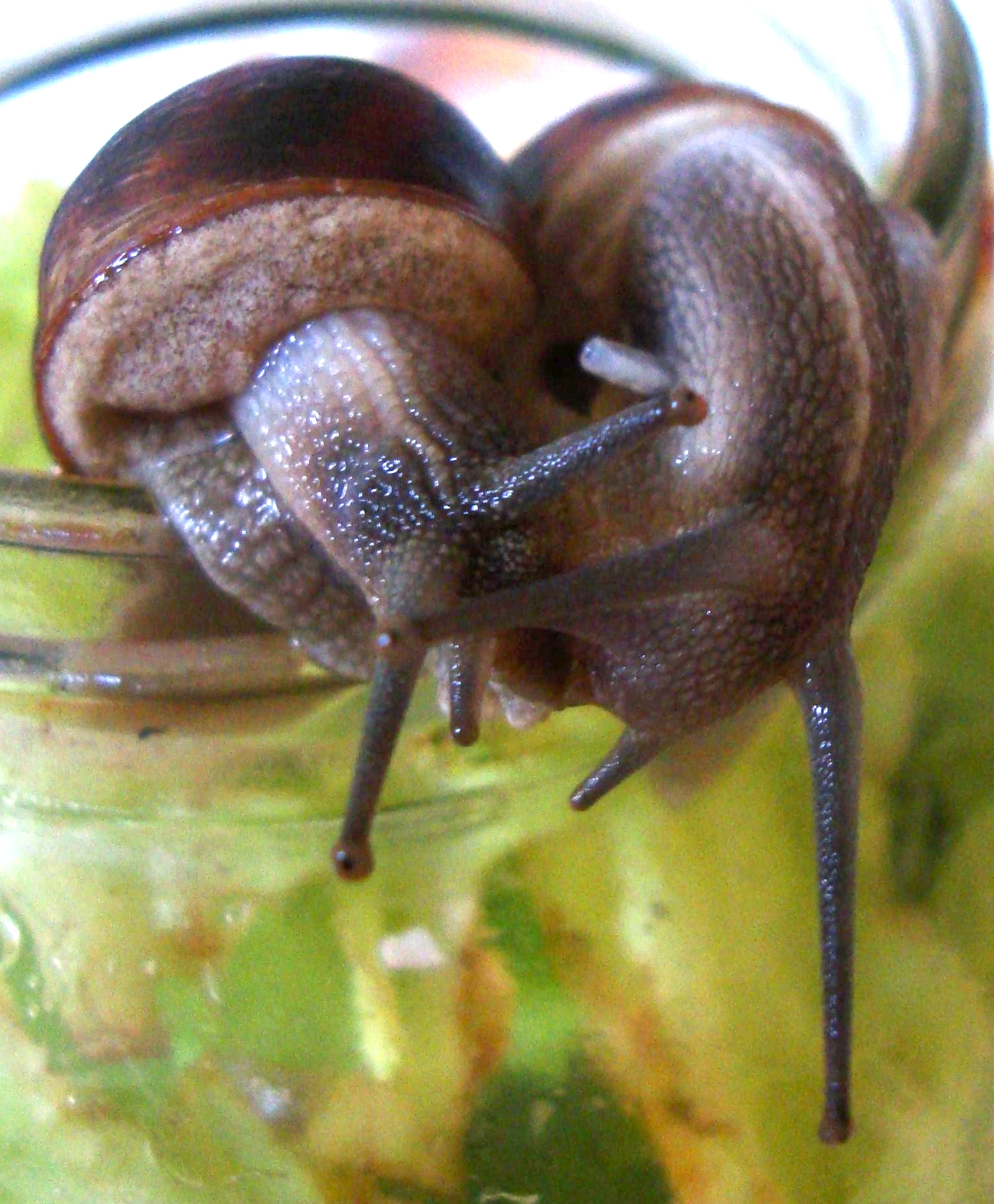
Tán tỉnh những con ốc sên Cornu aspersum ở Ireland, con bên phải có một chiếc phi tiêu tình yêu được bắn vào cơ thể của nó.

Tập tính học nghiên cứu các hành vi của động vật (đặc biệt trong xã hội của loài vật như ở khỉ và chó sói, do đó đôi khi bộ môn này được coi là một nhánh của động vật học. Các nhà tập tính học nghiên cứu chủ yếu quá trình tiến hóa của hành vi và kiến thức về tập tính học tuân theo thuyết chọn lọc tự nhiên. Một trong những người đặt nền móng cho tập tính học hiện đại là nhà tập tính học Charles Darwin với cuốn sách mang tựa đề "Sự bộc lộ cảm xúc ở động vật và người".

## Phân loại học

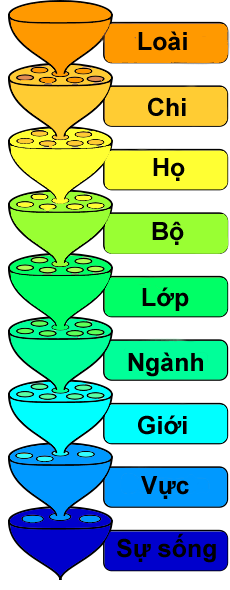
Cách phân loại loài phổ biến hiện nay. Vực hay thường gọi hơn là Lãnh giới

Phân loại của Carl Linnaeus hiện là hệ thống phân loại chính, bao gồm các cấp bậc phân loại và danh pháp 2 phần. Tên của một loài sinh vật được thống nhát thông qua các Hệ thống mã danh pháp quốc tế cho thực vật (International Code of Botanical Nomenclature, ICBN), Hệ thống mã danh pháp quốc tế cho động vật (International Code of Zoological Nomenclature, ICZN) và Hệ thống mã danh pháp quốc tế cho vi khuẩn (International Code of Nomenclature of Bacteria, ICNB). Hiện nay, người ta đang cố gắng chuẩn hóa 3 chuẩn quốc tế trên trong BioCode. Tuy nhiên hệ thống mã phân loại và danh pháp của virus (International Code of Virus Classification and Nomenclature, ICVCN) vẫn nằm ngoài BioCode.
Nhiều sự kiện biệt hóa tạo ra một hệ thống có cấu trúc cây về các mối quan hệ giữa các loài. Vai trò của hệ thống học là nghiên cứu các mối quan hệ và sự khác biệt và tương đồng giữa các loài và các nhóm loài. Tuy nhiên, các hệ thống học đã từng là một lĩnh vực nghiên cứu năng động trong thời gian dài trước khi những tư tưởng tiến hóa học trở nên phổ biến.
Theo truyền thống, các sinh vật sống được chia thành 5 giới: Monera, Protista, Fungi, Plantae, Animalia. Tuy nhiên, nhiều nhà khoa học hiện xem cách phân loại 5 giới này đã lỗi thời. Các hệ thống phân loại học hiện đại ban đầu với 3 vực: Archaea (vi khuẩn cổ); Bacteria (vi khuẩn Eubacteria) và Eukaryota (bao gồm sinh vật nguyên sinh, nấm, thực vật và động vật) Các vực này phản ánh liệu các tế bào có nhân hay không có nhân, cũng như sự khác biệt về thành phần hóa học của lớp bên ngoài tế bào.
Tiếp theo, các giới được chia thành các đơn vị nhỏ hơn theo thứ tự: 
1. Vực (domain)
2. giới (kingdom) ngành (Phylum); Lớp (Class); Bộ (Order); Họ (Familia); Chi (Genus); Loài (Species).

Trong phân loại học, người ta thường chia thành hai bộ môn lớn là thực vật học và động vật học.

### Động vật học
Động vật học là ngành học liên quan đến các loài động vật, bao gồm sinh lý học, giải phẫu học và phôi học. Các cơ chế phát triển và di truyền chung của cả động vật và thực vật được nghiên cứu trong sinh học phân tử, di truyền phân tử và sinh học phát triển. Sinh thái học về động vật được nghiên cứu bởi sinh thái học tập tính (behavioral ecology) và các ngành khác.

### Thực vật học
Thực vật học là môn học về cây cối. Thực vật học bao hàm nhiều lĩnh vực nghiên cứu về thực vật như quá trình sinh trưởng, sinh sản, trao đổi chất, phát sinh hình thái (morphogenesis development), bệnh học thực vật và tiến hóa.

## Phân ngành
Sinh học ngày nay đã trở thành một lĩnh vực nghiên cứu lớn, phức tạp bao gồm nhiều chuyên ngành hẹp. Ở đây, chúng tôi muốn đề cập đến 4 nhóm ngành chính trong Sinh học.
1. Các ngành nghiên cứu cấu trúc cơ bản của hệ thống sống như: tế bào, gene.
2. Nhóm ngành nghiên cứu sự vận hành, hoạt động của các cấu trúc này ở cấp độ mô, cơ quan (organ) và cơ thể (body);
3. Nhóm quan tâm đến sinh vật và lịch sử phát triển của các sinh vật;
4. Nhóm ngành xem xét các mối quan hệ, tương tác giữa các hệ thống sống.

Tuy nhiên, các ranh giới và phân chia chuyên ngành trên chỉ có tính ước lệ. Trong thực tế, các ranh giới này là không rõ ràng và thường xuyên có sự vay mượn về kỹ thuật, thuật ngữ, nguyên lý chung giữa các chuyên ngành.
Sinh học bao gồm rất nhiều các phân ngành nhỏ khác nhau, dưới đây liệt kê tương đối đầy đủ các ngành này:

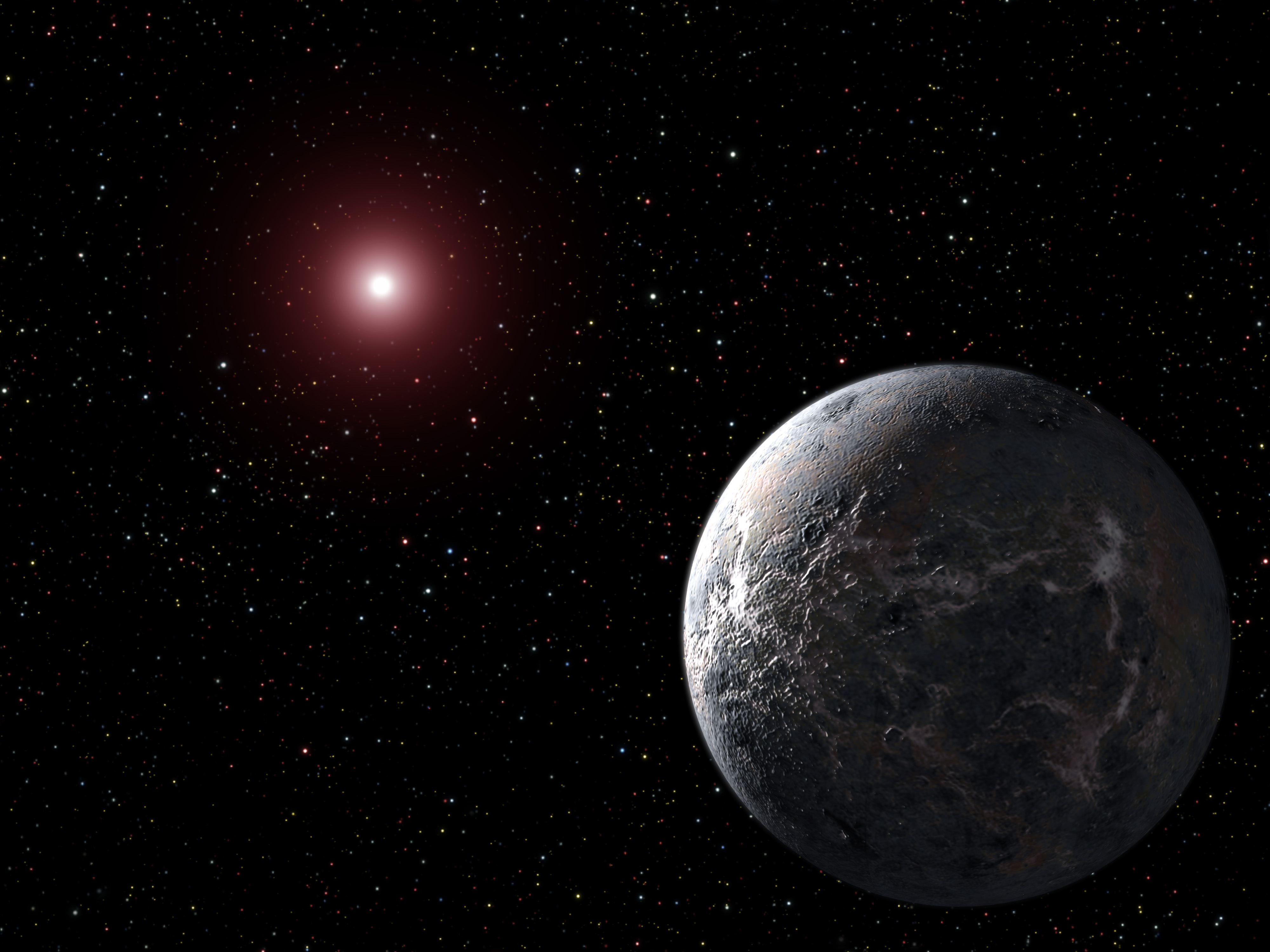
Sự sống ngoài Trái Đất là một câu hỏi lớn của sinh học vũ trụ

- Sinh vật học không khí (Aerobiology) - nghiên cứu các hạt, vật hữu cơ trong không khí
- Giải phẫu học - nghiên cứu cấu trúc của cơ thể
- Mô học - nghiên cứu các tế bào và các mô, một chi nhánh cực nhỏ của giải phẫu học
- Sinh học vũ trụ (Astrobiology) (còn gọi là exobiology, exopaleontology và bioastronomy) - nghiên cứu về sự tiến hóa, phân bố và tương lai của cuộc sống trong Vũ trụ
- Hoá sinh học - nghiên cứu phản ứng hóa học cần thiết cho sự sống tồn tại và thực hiện chức năng, thường tập trung vào mức độ tế bào
- Kỹ thuật sinh học - nghiên cứu về sinh học thông qua các phương tiện kỹ thuật với sự nhấn mạnh về kiến thức áp dụng và đặc biệt liên quan đến công nghệ sinh học
- Địa lý sinh học - nghiên cứu phân bố các loài theo không gian và thời gian
- Tin sinh học - sử dụng công nghệ thông tin để nghiên cứu, thu thập và lưu trữ dữ liệu sinh học và các dữ liệu sinh học khác
- Sinh học Ngôn ngữ - nghiên cứu về sinh học và sự tiến hóa của ngôn ngữ.
- Sinh học Cơ học - nghiên cứu góc độ cơ học của sinh vật
- Y sinh học - nghiên cứu sức khoẻ và bệnh tật
  - Dược học - nghiên cứu và áp dụng vào thực tế việc chuẩn bị, sử dụng, và tác dụng của các loại thuốc tự nhiên và thuốc tổng hợp
- Sinh học Âm nhạc - nghiên cứu âm nhạc từ quan điểm sinh học.
- Sinh học Vật lý - nghiên cứu các quá trình sinh học bằng cách áp dụng các lý thuyết và phương pháp truyền thống được sử dụng trong khoa học vật lý
- Công nghệ sinh học - nghiên cứu các kỹ thuật, biến đổi về chất sống, bao gồm biến đổi di truyền và sinh học tổng hợp
  - Sinh học tổng hợp (Synthetic biology) - nghiên cứu kết hợp sinh học và kỹ thuật; xây dựng các chức năng sinh học không tìm thấy trong tự nhiên
- Thực vật là mối quan tâm lớn của thực vật học. Trên ảnh là hoa diên vĩ Nhật BảnThực vật học - nghiên cứu thực vật

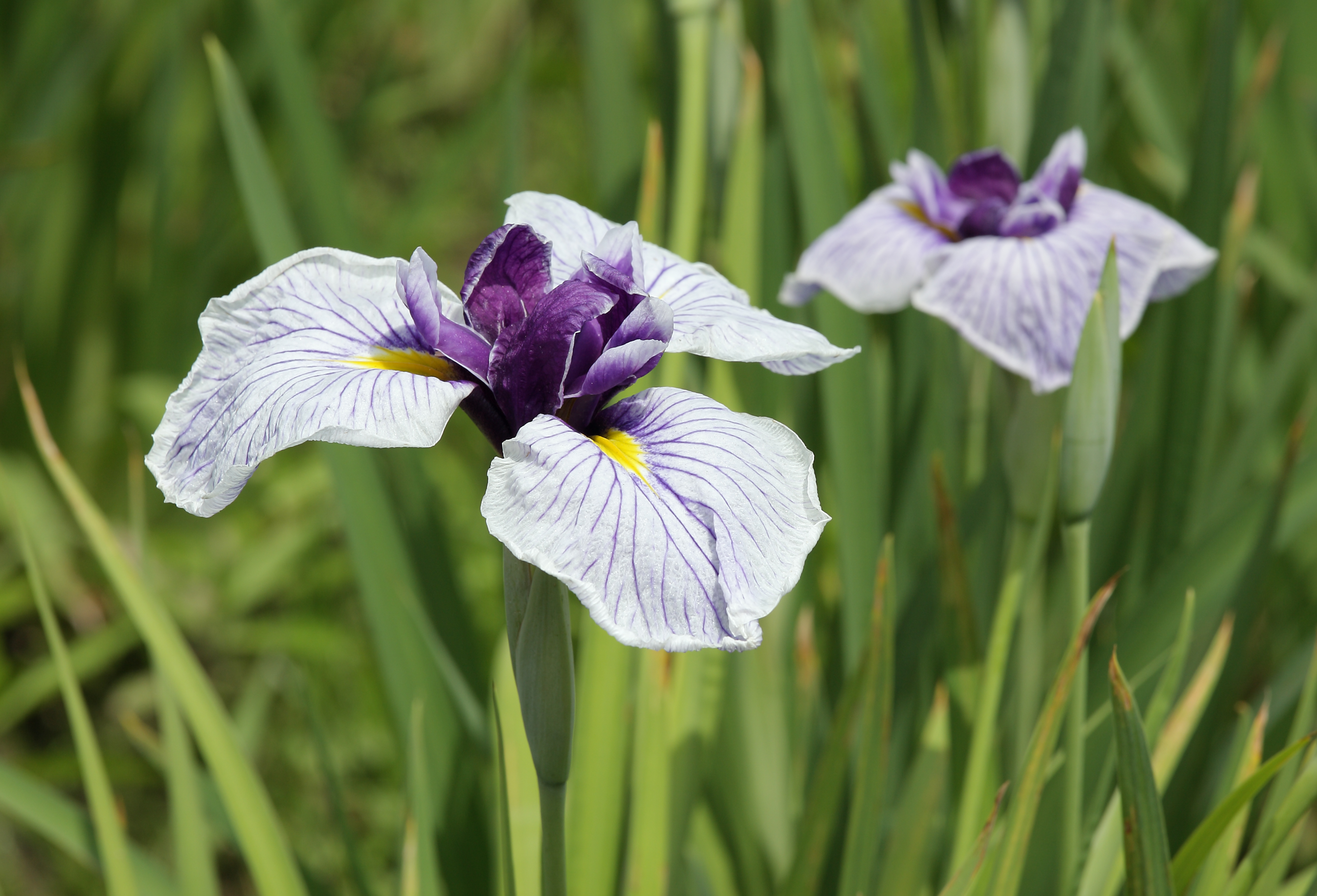
Thực vật là mối quan tâm lớn của thực vật học. Trên ảnh là hoa diên vĩ Nhật Bản

  - Tảo học - nghiên cứu khoa học về tảo.
  - Sinh lý học thực vật - liên quan đến chức năng, hoặc sinh lý của thực vật.
- Sinh học tế bào - nghiên cứu tế bào như là một đơn vị hoàn chỉnh, cùng với các tương tác phân tử và hóa học xảy ra trong một tế bào sống
- Sinh học Nhận thức - nghiên cứu về nhận thức
- Giải phẫu so sánh - nghiên cứu sự tiến hóa của loài thông qua sự tương đồng và sự khác biệt trong cách giải phẫu của chúng.
- Sinh học bảo tồn - nghiên cứu bảo tồn, bảo vệ, hoặc phục hồi môi trường tự nhiên, hệ sinh thái tự nhiên, thảm thực vật và động vật hoang dã
- Sinh học lạnh (Cryobiology) - nghiên cứu về các ảnh hưởng của nhiệt độ thấp hơn bình thường đối với sinh vật
- Sinh học phát triển - nghiên cứu các quá trình mà qua đó một sinh vật hình thành, từ phân tử đến cấu trúc đầy đủ
  - Phôi học - nghiên cứu sự phát triển của phôi (từ dồi dào đến khi sinh)
  - Lão hóa học (Gerontology) - nghiên cứu quá trình già hóa.
- Sinh thái học - nghiên cứu sự tương tác giữa các sinh vật sống với nhau và với các yếu tố không sống trong môi trường của chúng
- Sinh học môi trường - nghiên cứu thế giới tự nhiên, toàn bộ hoặc trong một khu vực đặc biệt, đặc biệt là bị ảnh hưởng bởi hoạt động của con người
- Sinh học tiến hóa - nghiên cứu nguồn gốc và sự ra đời của loài theo thời gian
- Di truyền học - nghiên cứu di truyền và di truyền.
  - Ngoại di truyền học - nghiên cứu các thay đổi di truyền trong sự biểu hiện gen hoặc các kiểu hình tế bào gây ra bởi các cơ chế khác với những thay đổi trong dãy DNA cơ bản
- Huyết học - nghiên cứu máu và các cơ quan hình thành máu.
- Sinh học tổng hợp - nghiên cứu toàn bộ sinh vật
- Sinh học biển - nghiên cứu các hệ sinh thái đại dương, thực vật, động vật và các sinh vật khác

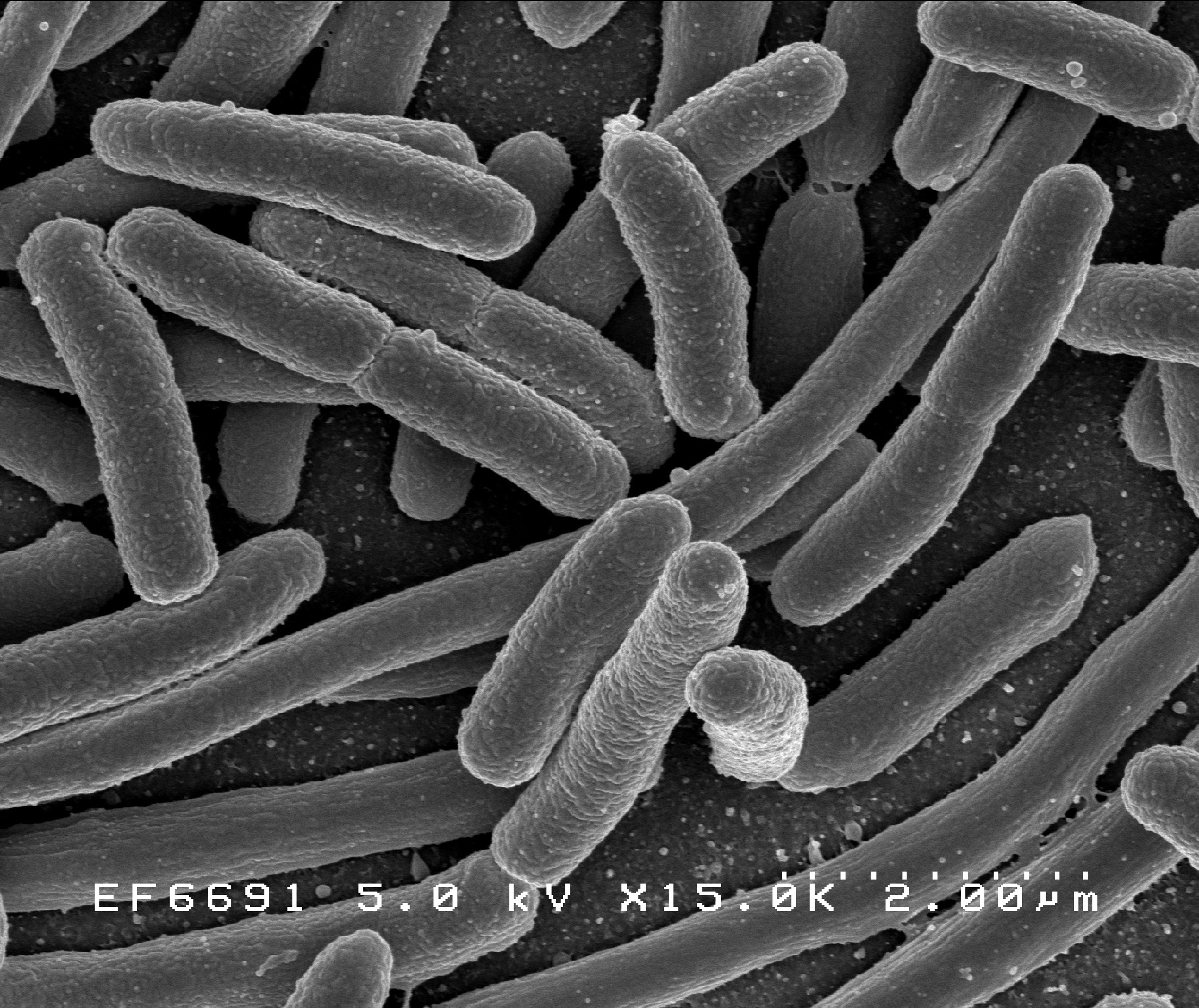
Ảnh vi khuẩn E. Coli phóng đại 25,000 lần. Đây là đối tượng quan trọng trong nghiên cứu vi sinh vật học và công nghệ sinh học

- Ảnh vi khuẩn E. Coli phóng đại 25,000 lần. Đây là đối tượng quan trọng trong nghiên cứu vi sinh vật học và công nghệ sinh họcVi sinh vật học - nghiên cứu vi sinh vật và các tương tác của chúng với các sinh vật khác
  - Vi khuẩn học - nghiên cứu vi khuẩn
  - Nấm học - nghiên cứu về nấm
  - Ký sinh trùng học - nghiên cứu ký sinh trùng và cơ chế ký sinh
  - Virus học - nghiên cứu virus và một số các tác nhân giống như virus khác
- Sinh học phân tử - nghiên cứu về sinh học và các chức năng sinh học ở cấp độ phân tử, một số khác qua hóa sinh
- Công nghệ sinh học nano (Nanobiotechnology) - nghiên cứu về cách công nghệ nano có thể được sử dụng trong sinh học, và nghiên cứu về các sinh vật sống và các bộ phận ở mức độ nano hệ thống
- Thần kinh học - nghiên cứu hệ thần kinh
- Sinh học quần thể - nghiên cứu các nhóm sinh vật cùng loài, bao gồm:
  - Sinh thái học quần thể - nghiên cứu về sự năng động của dân số và sự tuyệt chủng
  - Di truyền học quần thể - nghiên cứu sự thay đổi tần số gen trong quần thể sinh vật
- Cổ sinh học - nghiên cứu các hóa thạch và đôi khi địa lý bằng chứng về cuộc sống tiền sử
- Bệnh học hoặc bệnh lý học - nghiên cứu bệnh tật, nguyên nhân, quy trình, tính chất và sự phát triển của bệnh tật
- Sinh lý học - nghiên cứu về chức năng của sinh vật sống, các cơ quan và bộ phận của sinh vật sống
- Bệnh lý học thực vật - nghiên cứu bệnh thực vật (còn gọi là bệnh học thực vật)
- Sinh học Tâm lý- nghiên cứu về cơ sở sinh học của tâm lý học
- Sinh học Phóng xạ (Radiobiology) - nghiên cứu về hoạt động của bức xạ ion trên những vật thể sống.
- Sinh học lượng tử - từ nghiên cứu cơ học lượng tử đến các đối tượng sinh học và các vấn đề.
- Sinh học xã hội (Sociobiology) - nghiên cứu các căn cứ sinh học của xã hội học
- Sinh học hệ thống - nghiên cứu tương tác phức tạp trong các hệ thống sinh học thông qua phương pháp tiếp cận tổng thể, tổng hợp
- Sinh học cấu trúc - một nhánh của sinh học phân tử, hóa sinh, và sinh lý học liên quan đến cấu trúc phân tử của các đại phân tử sinh học
- Sinh học lý thuyết - ngành sinh học sử dụng trừu tượng và mô hình toán học để giải thích các hiện tượng sinh học

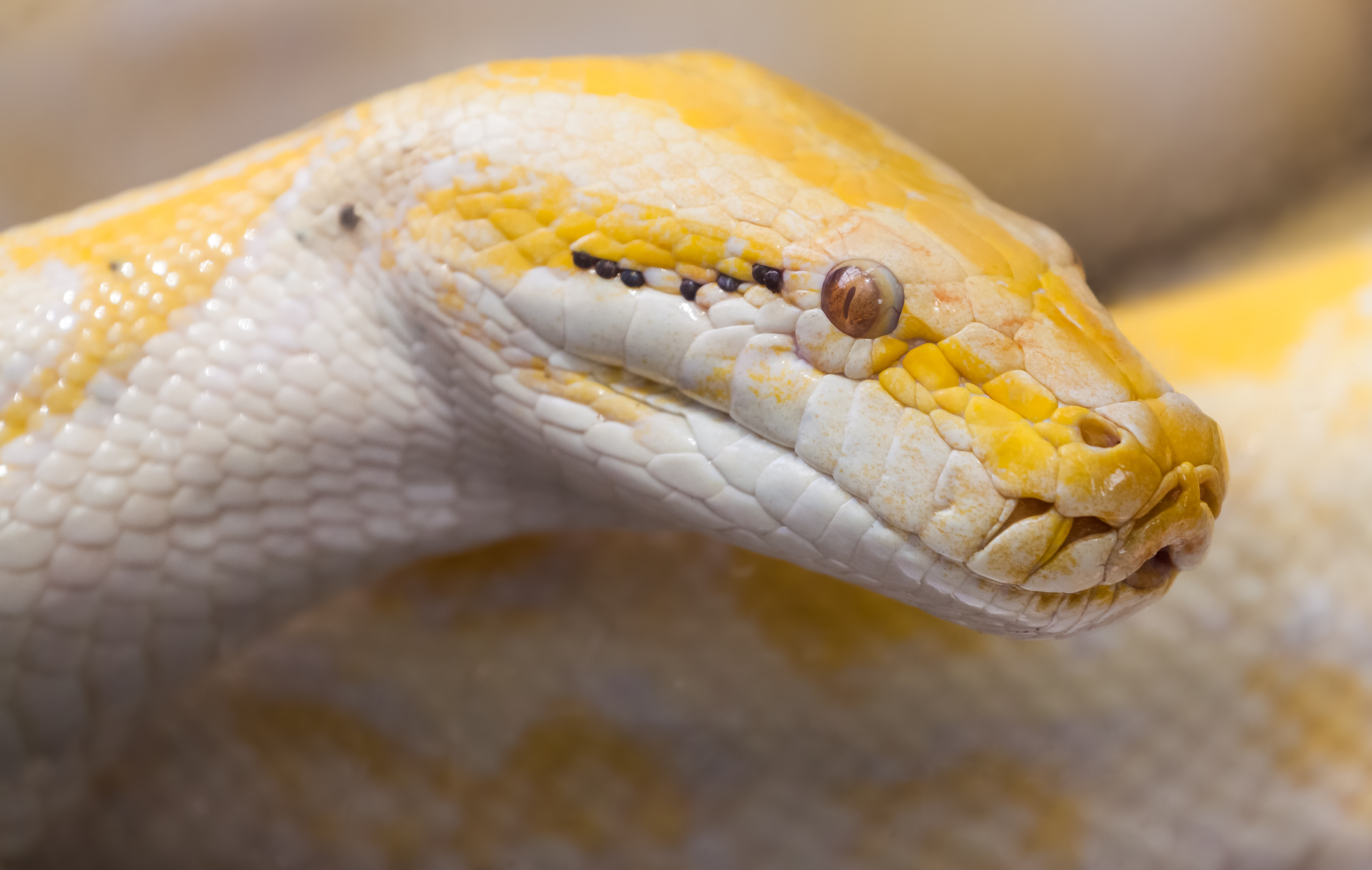
Động vật học giúp ta hiểu thêm về thế giới động vật phong phú quanh ta

- Động vật học giúp ta hiểu thêm về thế giới động vật phong phú quanh taĐộng vật học - nghiên cứu động vật, bao gồm phân loại, sinh lý học, phát triển và hành vi, bao gồm:
  - Tập tính học - nghiên cứu hành vi của động vật
  - Côn trùng học - nghiên cứu về côn trùng
  - Bò sát-lưỡng cư học (Herpetology) - nghiên cứu về các loài bò sát và lưỡng cư
  - Ngư học - nghiên cứu về cá
  - Thú học - nghiên cứu về động vật có vú
  - Điểu học - nghiên cứu về chim

## Thư viện ảnh

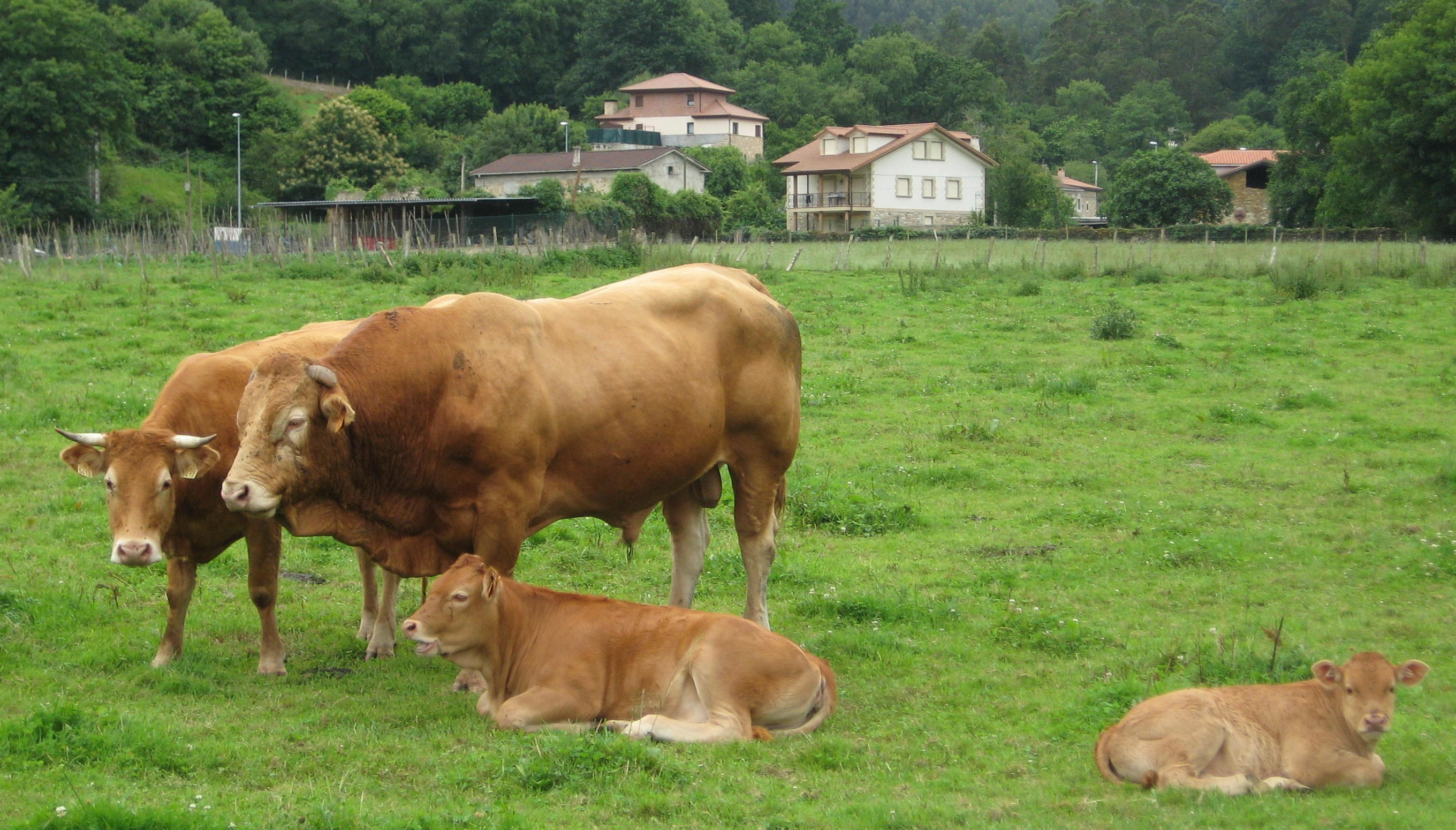
Animalia - Bos primigenius taurus
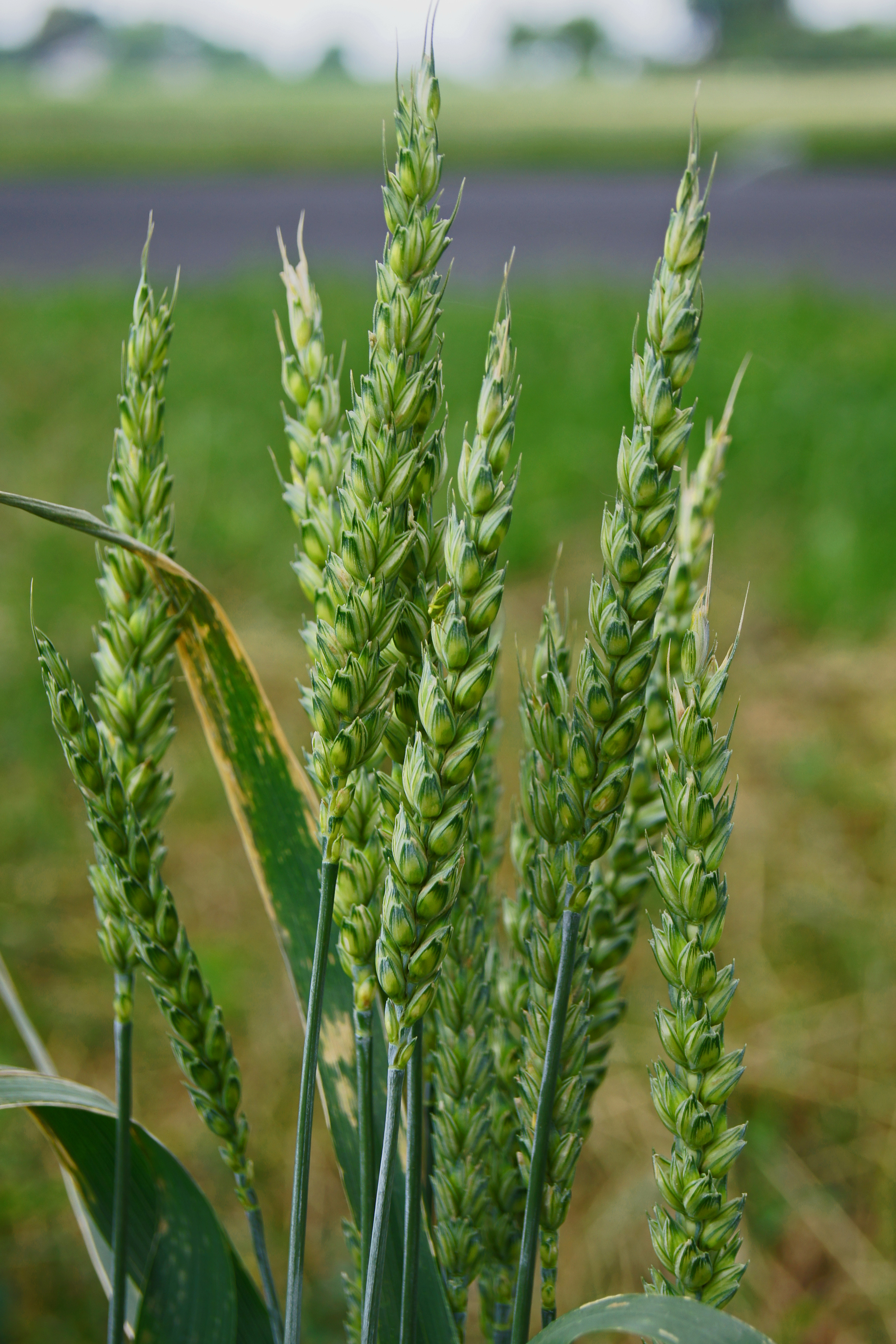
Planta - Triticum
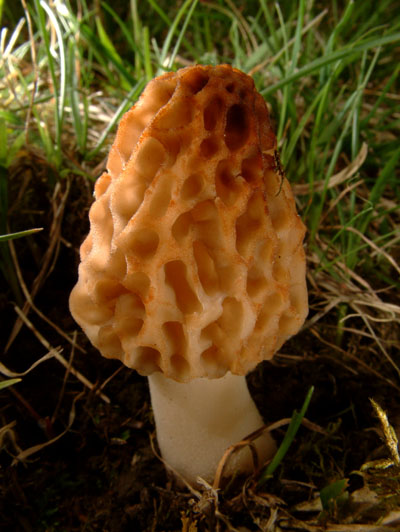
Fungi - Morchella esculenta
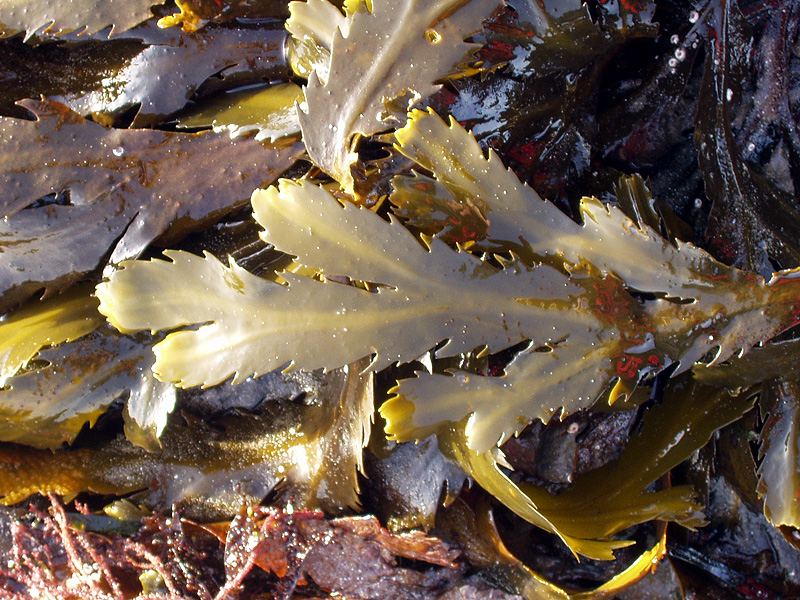
Stramenopila/Chromista - Fucus serratus
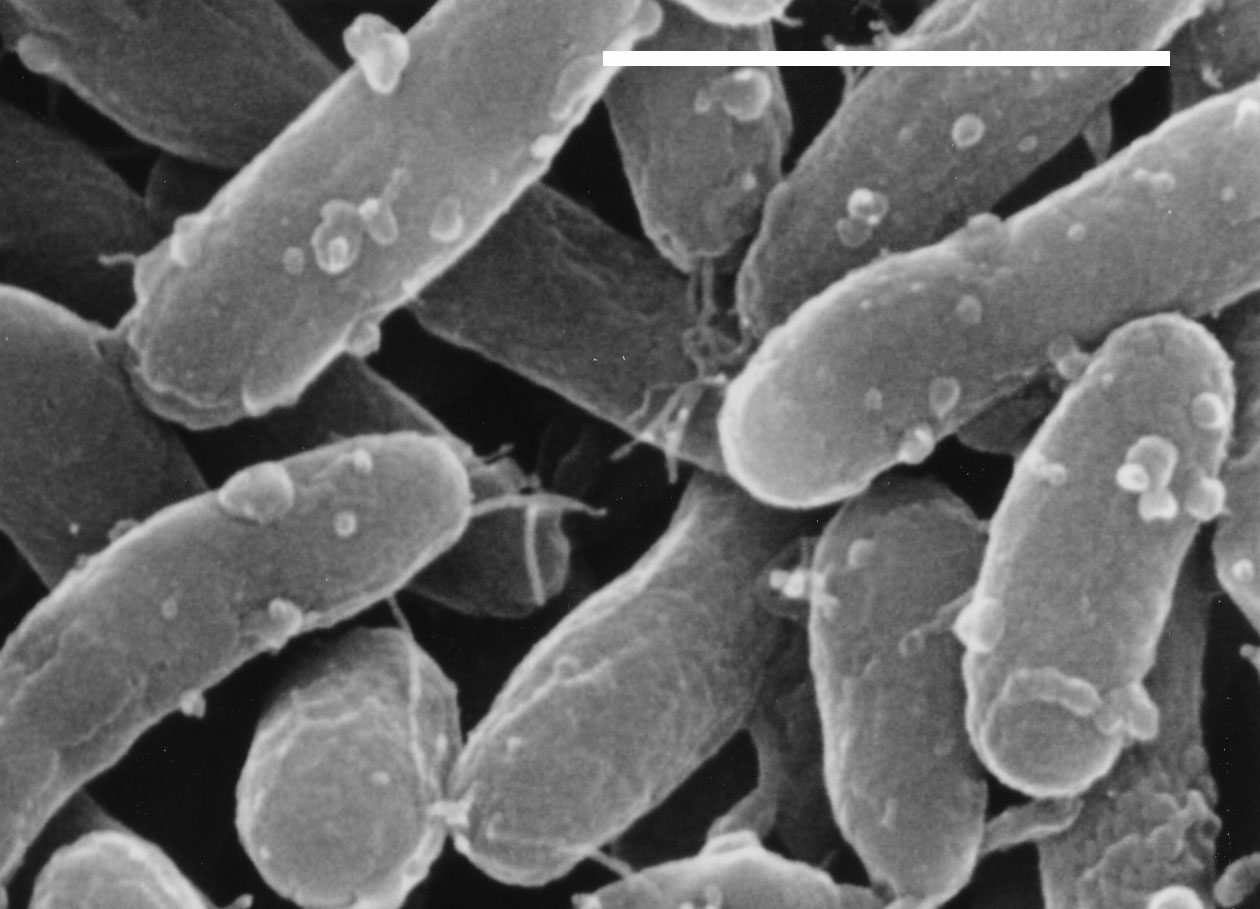
Bacteria - Gemmatimonas aurantiaca (- = 1 Micrometer)
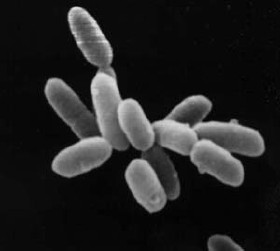
Archaea - Halobacteria
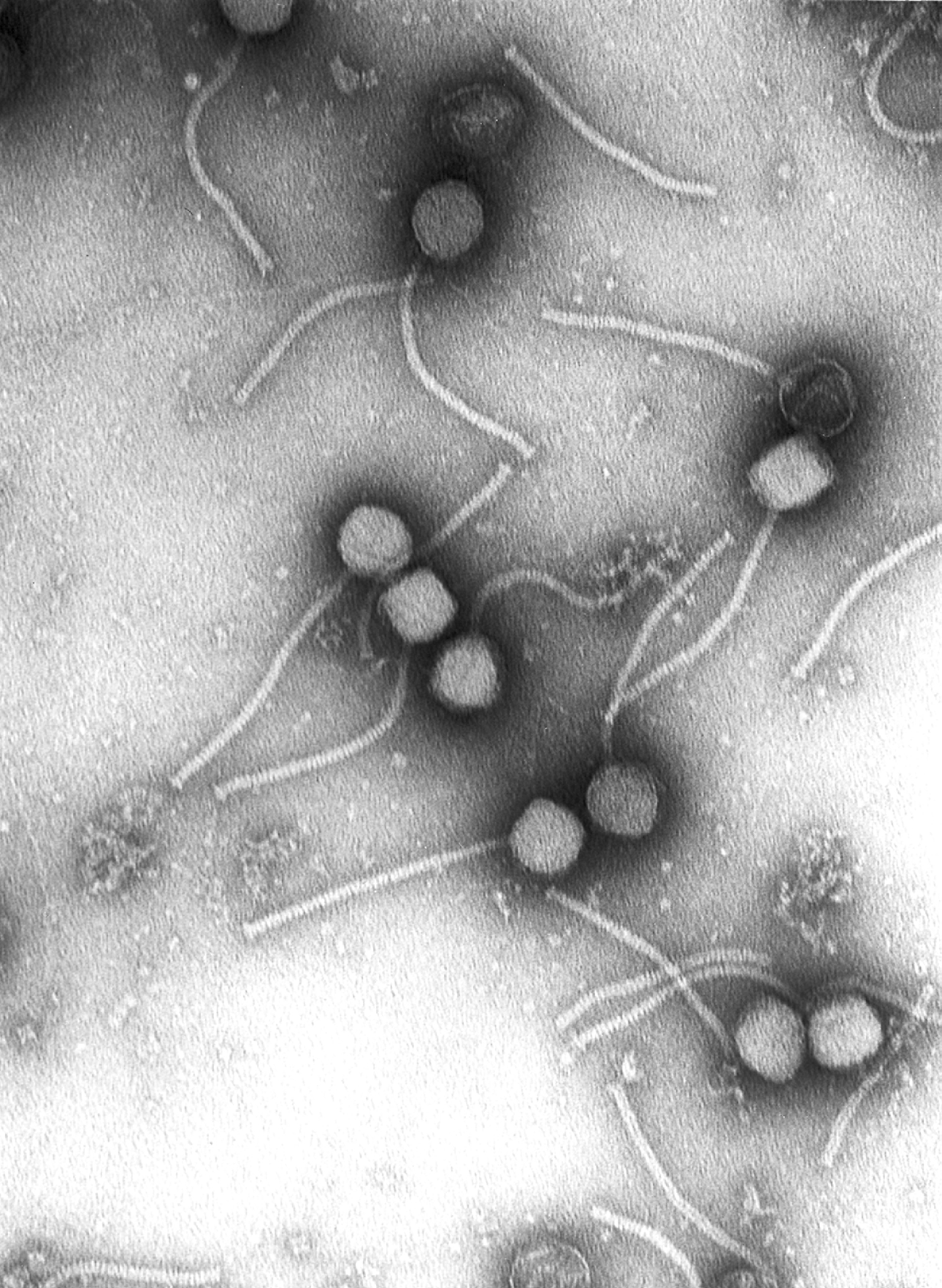
Virus - Gamma phage